# Wu Jingbiao
Wu Jingbiao (* 10. Januar 1989) ist ein chinesischer Gewichtheber. Er wurde 2010 und 2011 Weltmeister im Zweikampf und gewann bei den Olympischen Spielen 2012 in London die Silbermedaille im Zweikampf, jeweils im Bantamgewicht.

## Werdegang
Wu Jingbiao lebt und trainiert in Xiamen. Er ist Angehöriger der Volksbefreiungsarmee und startet für diese auch bei den Wettkämpfen. Seine Laufbahn als Gewichtheber begann er bereits als Jugendlicher. Im Jahre 2007 belegte er bei den chinesischen Juniorenmeisterschaften im Bantamgewicht mit der hervorragenden Zweikampfleistung von 280 kg (130–150) den 3. Platz hinter Li Lizhi und Tao Jin, die beide 286 kg erreichten. Bei den Junioren-Weltmeisterschaften 2007 in Prag wurde er diesen beiden Athleten vorgezogen und kam bei dieser Meisterschaft mit 273 kg (128–145) hinter Eko Yuli Irawan aus Indonesien auf den 2. Platz. Nachdem er dort im Reißen schon mit 8 kg Vorsprung vor Irawan geführt hatte, verspielte er diesen Vorsprung durch zwei Fehlversuche im Stoßen mit 151 kg.
2008 kam Wu Jingbiao bei den Asienmeisterschaften in Kanazawa im Bantamgewicht mit 274 kg (120–154) wiederum auf den 2. Platz. Besiegt wurde er dabei von Hoàng Anh Tuấn aus Vietnam, der 279 kg (126–153) erreichte. Seinen ersten Sieg bei internationalen Meisterschaften feierte er schließlich bei den Universitäten-Weltmeisterschaften 2008 in Komotini, Griechenland, wo er mit 273 kg (123–150) klar vor Pongsak Maneetong aus Thailand, der auf 260 kg (115–145) kam, gewann.
Sehr erfolgreich verlief auch das Jahr 2009 für Wu Jingbiao. Er belegte zunächst bei den chinesischen Meisterschaften im Bantamgewicht mit 282 kg (128–154) hinter Tao Jin, 289 kg (126–163) und Long Qingquan, 288 kg (138–160) den 3. Platz. Dann wurde er in Bukarest Junioren-Weltmeister im Bantamgewicht mit 280 kg (125–155). Er war dort praktisch konkurrenzlos, den der 2. Sieger Juri Dudoglu aus Moldawien erreichte nur 247 kg (115–132). Bei den im September 2009 stattfindenden chinesischen National-Spielen in Jinan steigerte er sich im Bantamgewicht auf 293 kg (133–160), mit denen er hinter dem Olympiasieger von 2008 Long Qingquan, der auf 302 kg (133–169) und Li Lizhi, 293 kg (130–163) den 3. Platz belegte. Bei den Weltmeisterschaften 2009 in Goyang/Südkorea wurde er zusammen mit Long Qingquan im Bantamgewicht eingesetzt. Er schaffte dort im Zweikampf 286 kg (131–155), womit er hinter Long Qingquan, 292 kg (130–162) den 2. Platz belegte und im Reißen mit seinen 131 kg sogar Weltmeister wurde.
Im Jahre 2010 wurde Wu in Antalya in überlegener Manier Weltmeister im Zweikampf (292 kg) und siegte auch im Reißen, wo er 132 kg bewältigte. Er schlug dabei auch seinen Landsmann Long Qingquan, dem er bei den chinesischen Meisterschaften 2010 noch unterlegen war. Anschließend siegte er auch bei den Asien-Spielen in Guangzhou im Zweikampf mit 285 kg (133–152).
Den nächsten Titel gewann er bei den Asienmeisterschaften im Frühjahr 2011, die in Tongling/China stattfanden. Er siegte dort im Bantamgewicht mit 288 kg (130–158) vor Majid Askani aus dem Iran, der mit einer Zweikampfleistung von 255 kg (115–140) deutlich zurückblieb. Im gleichen Jahr gewann er bei den Weltmeisterschaften in Paris erneut den Zweikampftitel im Bantamgewicht. Er erzielte dabei 292 kg (133–159).
Bei den chinesischen Meisterschaften 2012 erzielte Wu Jingbiao im Zweikampf als Sieger 300 kg (137–163) und verwies seinen harten Konkurrenten Long Qingquan, der auf 293 kg (133–160) auf den 2. Platz. Bei den Olympischen Spielen 2012 in London galt er als Favorit im Bantamgewicht. Er erreichte in London im Zweikampf aber nur 289 kg (133–156) und musste sich überraschenderweise dem Nordkoreaner Om Yun-chol, der im Zweikampf 293 kg (125–168) erzielte, geschlagen geben. Er gewann hinter Om die Silbermedaille.
2013 belegte Wu Jingbiao bei den chinesischen Meisterschaften mit 284 kg (134–150) nur den 4. Platz und wurde in diesem Jahr bei keinen internationalen Meisterschaften eingesetzt. 2014 wurde er mit 290 kg (132–158) im Zweikampf wieder chinesischer Meister. Bei den Asienspielen dieses Jahres in Incheon/Südkorea erzielte er im Zweikampf 288 kg (133–155) und kam mit dieser Leistung auf den 3. Platz. Bei den Weltmeisterschaften 2014 wurde er nicht eingesetzt.
Bei den chinesischen Meisterschaften 2015 erzielte Wu im Zweikampf 302 kg (139–163) und siegte damit im Bantamgewicht vor Long Qn, 298 kg (133–165) und Li Fabin, 289 kg (131–158). Auch bei den Weltmeisterschaften 2015 in Houston erzielte er im Zweikampf 302 kg (139–163). Seine Leistung im Reißen mit 139 kg bedeuteten Weltrekord. Trotz dieser hervorragenden Leistungen musste er sich im Zweikampf erneut Om Yun-chol, der ebenfalls 302 kg (131–171) erzielte, geschlagen geben, da Om etwas leichter war als er.

## Internationale Erfolge
| Jahr | Platz  | Wettbewerb                                | Gewichtsklasse | |
| 2007 | 2.     | Junioren-WM in Prag                       | Bantam         | mit 273 kg (128–145), hinter Eko Yuli Irawan, Indonesien, 273 kg (120–153), vor Pawel Suchanow, Russland, 266 kg (120–146)                                 |
| 2007 | 2.     | IWF-Welt-Cup in Apia, Samoa               | Bantam         | mit 269 kg (120–149), hinter Li Lizhi, China, 272 kg (120–152)                                                                                             |
| 2008 | 4.     | vorolympisches Testturnier in Peking      | Bantam         | mit 256 kg (116–140), hinter Hoàng Anh Tuấn, Vietnam, 278 kg (128–150), Lu Linbi, China, 271 kg (118–153) u. Sergio Álvarez Boulet, Kuba, 271 kg (120–151) |
| 2008 | 2.     | Asienmeisterschaften in Kanazawa          | Bantam         | mit 274 kg (120–154), hinter Hoàng Anh Tuấn, 279 kg (126–153), vor Cen Biao, China, 273 kg (120–153)                                                       |
| 2008 | 1.     | Universitäten-WM in Komotini/Griechenland | Bantam         | mit 273 kg (123–150), vor Pongsak Maneetong, Thailand, 260 kg (115–145) u. Kenichi Ohama, Japan, 235 kg (107–128)                                          |
| 2009 | 1.     | Junioren-WM in Bukarest                   | Bantam         | mit 280 kg (125–155), vor Juri Dudoglu, Moldawien, 247 kg (115–132) u. Yoichi Hokazu, Japan, 243 kg (105–138)                                              |
| 2009 | 2.     | WM in Goyang/Südkorea                     | Bantam         | mit 286 kg (131–155), hinter Long Qingquan, China, 292 kg (130–162), vor Sergio Álvarez Boulet, 274 kg (120–154)                                           |
| 2010 | 1.     | WM in Antalya                             | Bantam         | mit 292 kg (132–160), vor Long Qingquan, 288 kg (127–161) und Cha Kum Chol, Nordkorea, 280 kg (130–150)                                                    |
| 2010 | 1.     | Asien-Spiele in Guangzhou                 | Bantam         | mit 285 kg (133–152) vor Cha Kum Chol, 276 kg (128–148) und Setiadi Jadi, Indonesien, 271 kg (120–151)                                                     |
| 2011 | 1.     | IWF-Grand Prix in Fujian                  | Bantam         | mit 285 kg (130–155) vor Hamizan Ibrahim Amirul, Maskat, 235 kg (105–130)                                                                                  |
| 2011 | 1.     | Asienmeisterschaften in Tongling/China    | Bantam         | mit 288 kg (130–158) vor Majid Askani, Iran, 255 kg (114–140) und Ruslan Makarow, Usbekistan, 254 kg (114–140)                                             |
| 2011 | 1.     | WM in Paris                               | Bantam         | mit 292 kg (133–159), vor Zhao Chaojun, China, 284 kg (128–156) und Walentin Sneschew Christow, Aserbaidschan, 276 kg (122–154)                            |
| 2012 | Silber | OS in London                              | Bantam         | mit 289 kg (133–156), hinter Om Yun-chol, Nordkorea, 293 kg (125–168), vor Walentin Sneschew Christow, 286 kg (137–159)                                    |
| 2014 | 3.     | Asienspiele in Incheon/Südkorea           | Bantam         | mit 288 kg (133–155), hinter Om Yun-chol, 298 kg (128–170) und Thạch Kim Tuấn, Vietnam, 294 kg (134–160)                                                   |
| 2015 | 2.     | WM in Houston                             | Bantam         | mit 302 kg (139–163), hinter Om Yun-chol, 302 kg (131–171) und vor Thach Kim Tuan, 287 kg (130–157)                                                        |

## WM-Einzelmedaillen
- WM-Goldmedaillen: 2009/Reißen, 2010/Reißen, 2011/Reißen, 2011/Stoßen, 2015/Reißen
- WM-Silbermedaillen: 2009/Stoßen, 2010/Stoßen, 2015/Stoßen

## Nationale Wettkämpfe
| Jahr | Platz | Wettbewerb                           | Gewichtsklasse | |
| 2007 | 3.    | chinesische Juniorenmeisterschaften  | Bantam         | mit 280 kg (130–150), hinter Li Lizhi, 286 kg (127–159) u. Tao Jin, 286 kg (128–158)                                        |
| 2007 | 3.    | Olympiatestturnier in Hefei          | Bantam         | mit 276 kg (128–148), hinter Wu Meijin, China, 286 kg (126–160) u. Wang Ciaoming, China, 278 kg (128–150)                   |
| 2009 | 3.    | chinesische Meisterschaften          | Bantam         | mit 282 kg (128–154), hinter Tao Jin, 289 kg (126–163) und Long Qingquan, 288 kg (128–160)                                  |
| 2009 | 3.    | chinesische National-Spiele in Jinan | Bantam         | mit 293 kg (133–160), hinter Long Qingquan, 302 kg (133–169) u. Li Lizhi, 293 kg (130–163)                                  |
| 2010 | 2.    | chinesische Meisterschaften          | Bantam         | mit 296 kg (134–162), hinter Long Qingquan, 301 kg (138–163), vor Li Lizhi, 287 kg (125–162)                                |
| 2011 | 5.    | chinesische Meisterschaften          | Bantam         | mit 280 kg (128–152), Sieger: Zhao Chaojun, 294 kg (130–164) vor Long Qingquan, 293 kg (133–160)                            |
| 2012 | 1.    | chinesische Meisterschaften          | Bantam         | mit 300 kg (137–163), vor Long Qingquan, 293 kg (133–160) und Li Fabin, 287 kg (129–158)                                    |
| 2013 | 4.    | chinesische Meisterschaften          | Bantam         | mit 284 kg (134–150); hinter Zhao Chaojun, 286 kg (120–166), Long Qingquan, 285 kg (125–160) und Li Lizhi, 285 kg (128–157) |
| 2014 | 1.    | chinesische Meisterschaften          | Bantam         | mit 290 kg (132–158), vor Zhao Chaojun, 288 kg (125–163) und Li Fabin, 288 kg (130–158)                                     |
| 2015 | 1.    | chinesische Meisterschaften          | Bantam         | mit 302 kg (139–163), vor Long Qingquan, 298 kg (133–165) und Li Fabin, 289 kg (131–158)                                    |

Erläuterungen
- alle Wettkämpfe im Zweikampf, bestehend aus Reißen und Stoßen,
- WM = Weltmeisterschaften,
- Bantamgewicht, bis 56 kg Körpergewicht
- Weltrekorde können nur bei internationalen Meisterschaften erzielt werden